# Franciela Krasucki
Franciela das Graças Krasucki (Valinhos, 26 de abril de 1988) é uma atleta brasileira especializada em provas de velocidade.

## Carreira
Neta dum imigrante polonês, Krasucki integrou a delegação que disputou os Jogos Pan-Americanos de 2011, em Guadalajara, no México, onde conquistou a medalha de ouro com o revezamento 4x100 metros ao lado de Rosângela Santos, Vanda Gomes e Ana Cláudia Lemos.
Nos Jogos de Londres 2012, esteve na equipe brasileira do revezamento 4x100m rasos feminino, composto por ela, Ana Cláudia Lemos, Evelyn dos Santos e Rosângela Santos, que quebrou o recorde sul-americano nas eliminatórias da prova, com o tempo de 42s55, se classificando à final em sexto lugar. Na final, fizeram o tempo de 42s91, terminando em sétimo lugar.
Em julho de 2013, ganhou duas medalhas de prata nos 100 e 200 m no Meeting de Lucerna, na Suiça, como preparação para integrar o revezamento no Campeonato Mundial de Atletismo de Moscou, no mês seguinte. Em Moscou 2013, o mesmo revezamento dos Jogos Olímpicos no ano anterior  – Franciela, Ana, Rosângela e Evelyn –  quebrou o recorde sul-americano na semifinal dos 4x100m femininos, com a marca de 42s29. Porém, sem uma explicação oficial, a comissão técnica da Confederação Brasileira de Atletismo (CBAT) realizou uma mudança de atleta para a final, colocando Vanda Gomes no lugar de Rosângela Santos, para fechar a prova. Na final, o Brasil vinha em segundo lugar, quase empatado com a Jamaica e com grande possibilidade de ganhar a medalha de prata, e quebrar novamente o recorde sul-americano quando, na última troca de bastão, entre Franciela e Vanda Gomes, Vanda acabou deixando o mesmo cair, desclassificando o Brasil.
Em abril de 2014, em São Paulo, Franciela tornou-se a segunda brasileira a correr, não-oficialmente, os 100 m rasos em menos de 11s, marcando 10s99 para a distância. O tempo não foi, porém, oficializado, porque assim como nos 10s93 de Ana Cláudia Lemos em 2013, o vento favorável estava acima do permitido pelas regras da IAAF. Em fevereiro, já havia derrubado o recorde sul-americano dos 60 m em pista coberta, que pertencia desde março de 1981, quase 33 anos antes, a outra brasileira, Esmeralda Garcia, com 7s19 em São Caetano do Sul, na primeira vez na vida que correu esta distância e que disputou um torneio indoor.
Na Rio 2016, participou do revezamento 4x100 m brasileiro que acabou desclassificado por conta de uma obstrução feita sobre a equipe dos Estados Unidos durante a disputa das eliminatórias. Em 2017, no Campeonato Mundial de Atletismo disputado em Londres, integrou o revezamento 4x100 m que ficou em 7º lugar na final da prova.

## Vida pessoal
Franciela Krasucki é casada desde 2012 com o meio-fundista Kléberson Davide, especialista nos 800 metros.